# Tournehem-sur-la-Hem
Tournehem-sur-la-Hem (ndl.: "Doornem") ist eine französische Gemeinde mit 1353 Einwohnern (Stand 1. Januar 2022) im Département Pas-de-Calais in der Region Hauts-de-France; sie gehört zum Arrondissement Saint-Omer und zum Kanton Saint-Omer.
Die Gemeinde gehört zum Regionalen Naturpark Caps et Marais d’Opale.

## Bevölkerungsentwicklung
- 1962: 0831
- 1968: 0835
- 1975: 0965
- 1982: 1018
- 1990: 1069
- 1999: 1219

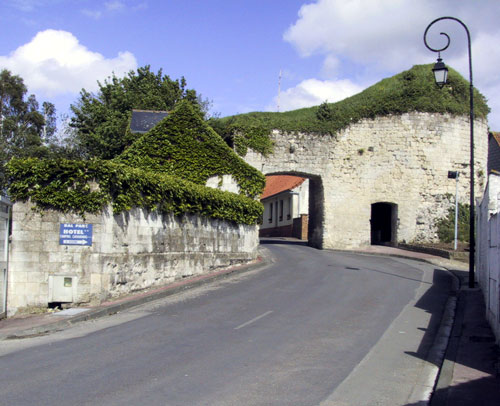
Tournehem
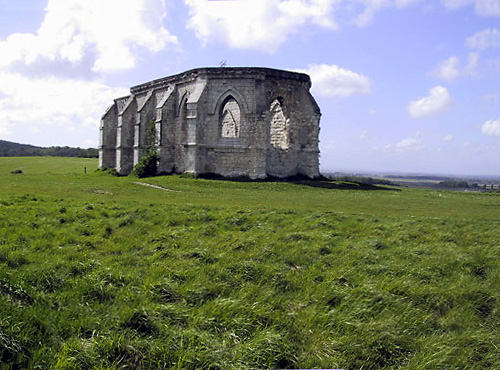
Ruine der Chapelle Saint-Louis (13. Jahrhundert)